# Gasthof Serkowitz
Der ehemalige Gasthof Serkowitz ist einer der ältesten Gasthöfe der Lößnitz, er wurde als erster der Region urkundlich im Jahre 1337 erwähnt. Er liegt am nördlichen Rand des ursprünglichen Dorfkerns von Serkowitz, eines Stadtteils der sächsischen Stadt Radebeul. Darüber hinaus lag das heute denkmalgeschützte Anwesen als wichtiger Kutschenhalt an der alten Poststraße (auch Haupt- und Heerstraße) zwischen der Residenz Dresden und dem Bischofssitz Meißen, bevor die Straße aufgrund der Ereignisse vom 18. Oktober 1784 (siehe Weiberstein) auf die höherliegende Elbterrasse verlegt wurde (die heutige Meißner Straße).

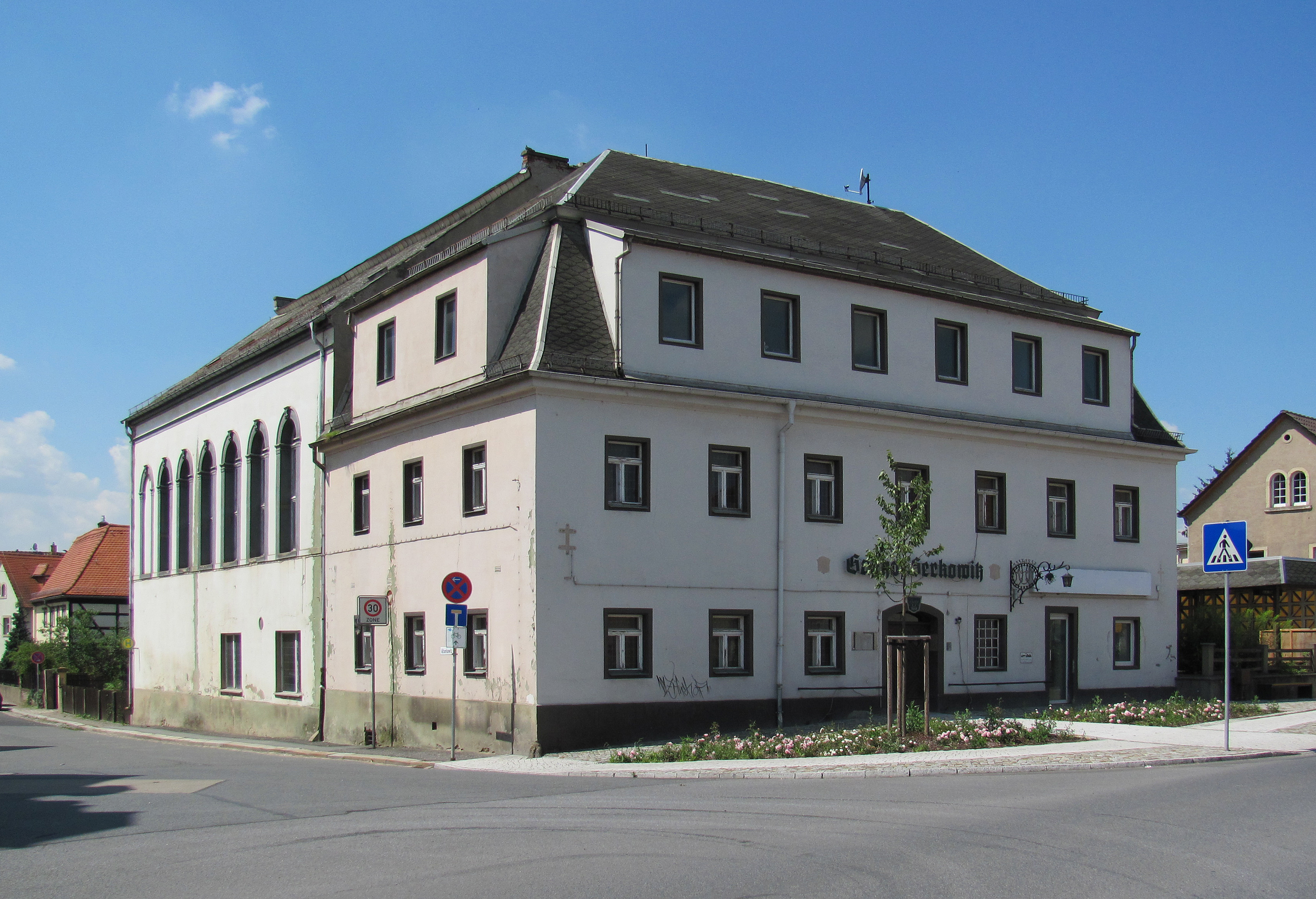
Gasthof Serkowitz von Norden (2011) mit nach hinten angeschlossenem Ballsaal, links Altserkowitz

Seit dem 9. September 2012 beherbergt der als Restauration vor Jahren geschlossene Gasthof die Dauerausstellung des Lügenmuseums.

## Beschreibung

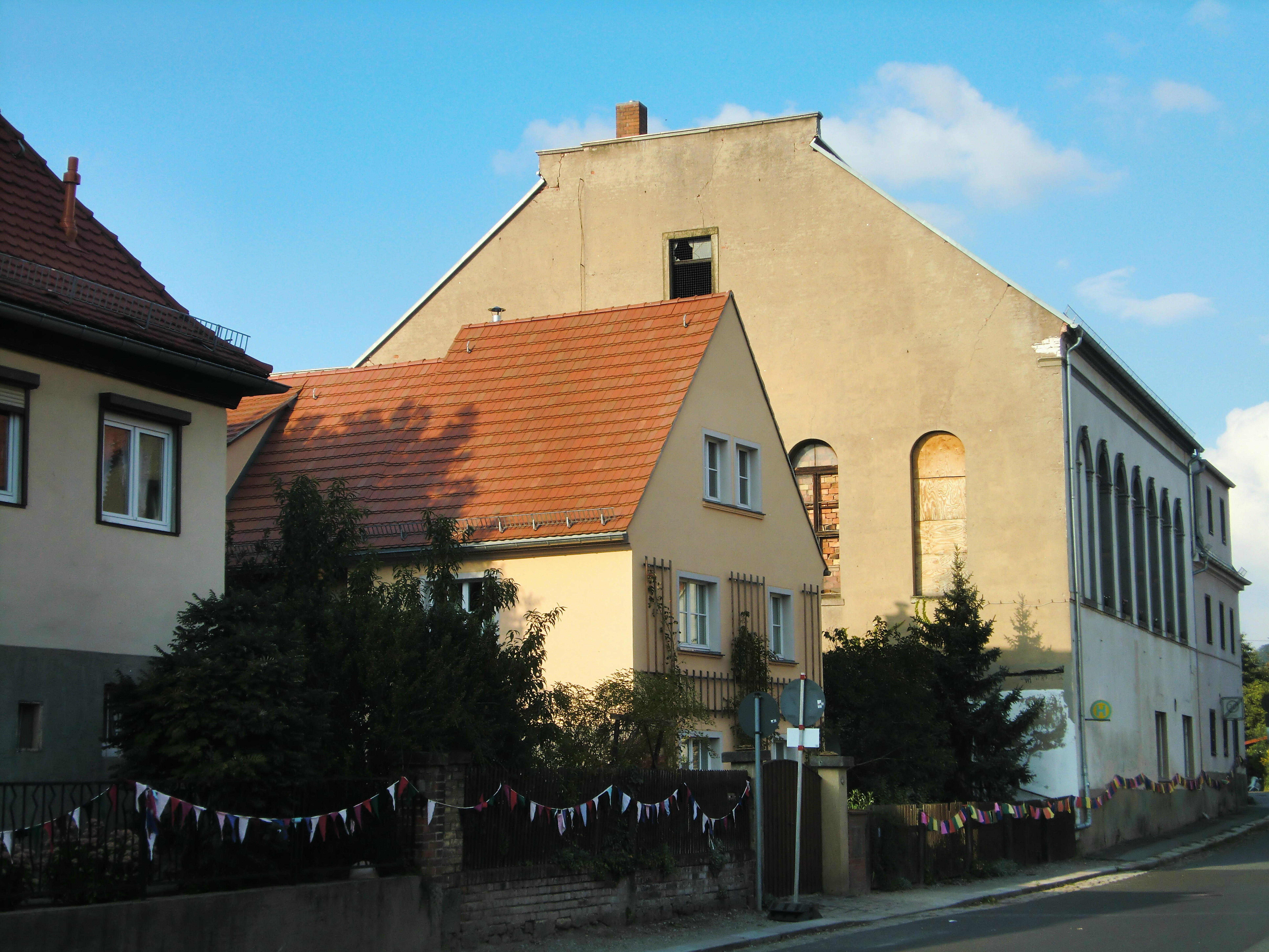
Gasthof Serkowitz (2015) von Süden von Altserkowitz, Ballsaal

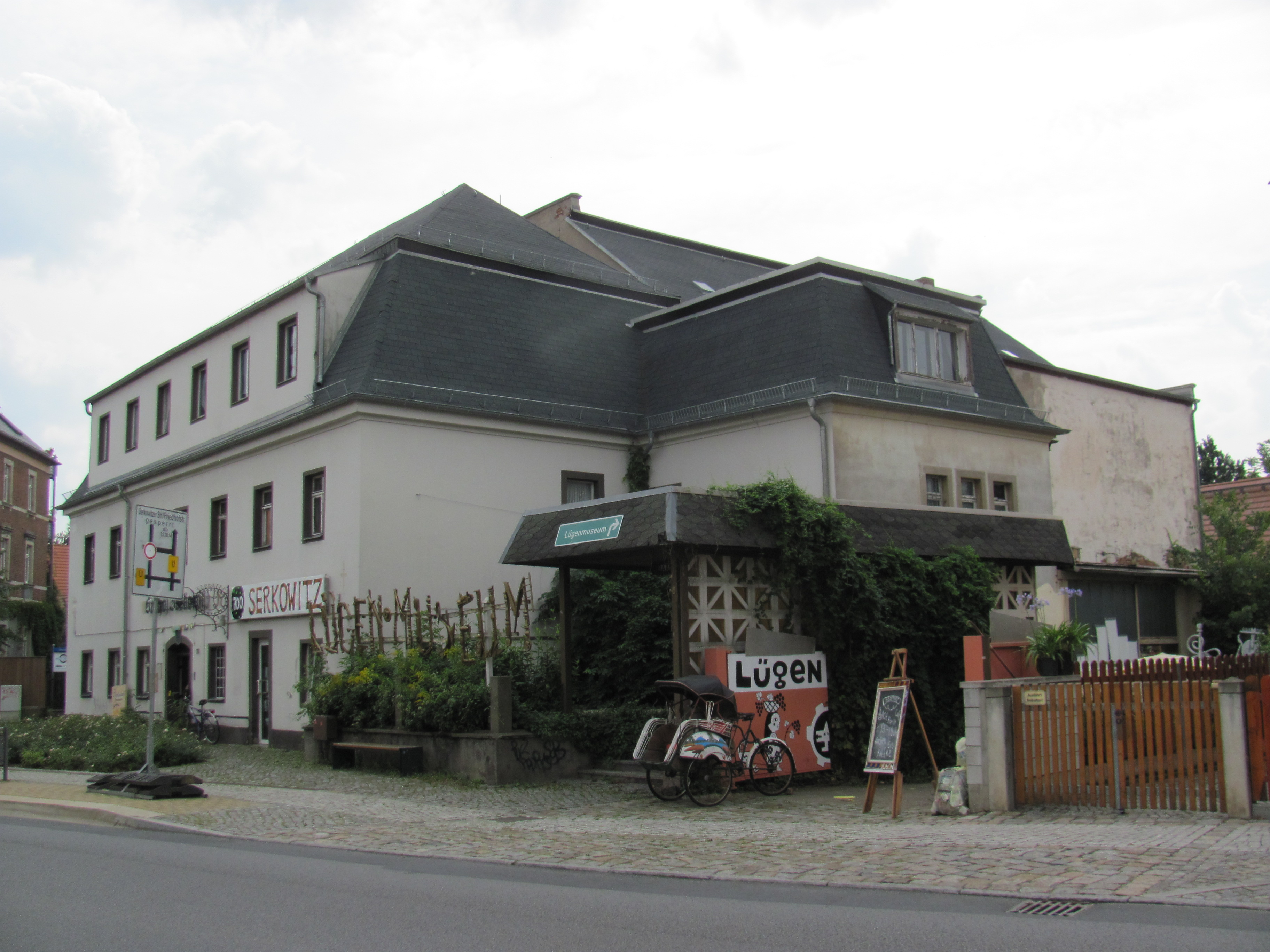
Gasthof Serkowitz (2015) von Westen

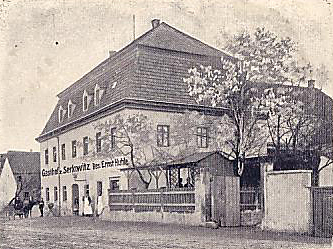
Gasthof Serkowitz, noch mit Einzelgauben. Ansichtskarte von 1899

Das aus zwei Baukörpern bestehende Gasthaus liegt an der Ecke zur Dorflage Altserkowitz und zur ehemaligen Poststraße, der heutigen Kötzschenbrodaer Straße 39. Das eigentliche, „im Kern wohl barock[e]“ Gasthaus liegt vorn traufseitig an der Straße. Die Hauptansicht des zweigeschossigen, verputzten Baus mit sieben Fensterachsen ist neobarock, in der Mitte befindet sich das vermutlich ältere Eingangsportal mit dem Schlussstein von 1869. Obenauf befindet sich ein Mansarddach mit nachträglich eingebauten, großen Hechtgauben.
Im Eingangsbereich und im Gastraum befinden sich als „Brotarbeit des Künstlers“ Sgraffitos von Hermann Glöckner (1889–1987).
Der Saalbau liegt direkt hinter dem Gasthaus an der Ortslage des Dorfkerns. Der zweigeschossige Bau hat durch das erhöhte Obergeschoss ein Traufgesims in Höhe der Dachhechte. Im Obergeschoss befinden sich sieben hohe Rundbogenfenster mit Kapitellen und Schlusssteinen. Im Inneren ist der Ballsaal mit Stuck dekoriert.

## Geschichte
Im Jahr 1337 wurde der Gasthof, zusammen mit der Talmühle, erstmals urkundlich als Erbschänke erwähnt. Zu dem Gut gehörte eine halbe Hufe Land, der Besitzer war eines der 13 (ab dem 16. Jahrhundert 16) vollberechtigten Mitglieder der Serkowitzer Altgemeinde und hatte lange auch das Amt des Ortsrichters inne. Das Schänkgut war über Jahrhunderte der einzige Kretscham (Bierschänke) im Kirchspiel Kaditz.
Der erste mit Namen bekannte Wirt war um 1506 Johannes Hoppe. Nach langen Auseinandersetzungen um die „Einhaltung der Biermeile“ hatte ab 1529 der Erbkretzschmar vor allen anderen umliegenden Dörfern das Recht zum „freien Ausschank, Brauen, Schlachten und Backen“ sowie darüber hinaus, „fremde Biere einzulegen und auszuschenken“. 1606 inventarisierte das Gut neun Tische und zwei Tafeln.
Von 1612 bis 1749 befand sich das Gut im Besitz der Gutsherrn von Rödern, danach übernahm es der Fleischer Johann Christian Lehmann. Die aufgrund der Ereignisse vom 18. Oktober 1784 (siehe Weiberstein) erfolgte Straßenverlegung nahm dem Gasthof einen großen Teil der wirtschaftlichen Grundlage, worauf Lehmanns Erben 1788 mit der Errichtung des Gasthofs „Weißes Roß“ an der neuen Straße reagierten.
Der Gasthof in Serkowitz wechselte in der ersten Hälfte des 19. Jahrhunderts mehrfach den Besitzer. Ab 1851 fanden dort regelmäßige Tanzveranstaltungen statt. 1862 erwarb Friedrich August Huhle das Anwesen, ließ in der Folge die alten Gebäude abbrechen und das jetzige Gasthaus in massiver Bauweise neu errichten (Schlussstein von 1869). 1877 erfolgte der Anbau des großen Saals, der 1899 noch vergrößert wurde. Bis 1963 bewirtschaftete die Familie Huhle das Anwesen.
Ab 1963 wurde das Gebäude als Schneiderwerkstatt des VEB Herrenmode Novitas genutzt. 1973 übernahm die LPG Frühgemüsezentrum „Wilhelm Wolff“ den Gasthof. 1975 erfolgte die Wiedereröffnung der Gaststätte, wobei die ehemaligen Schlachträume als Betriebsküche dienten. Der Saal wurde 1979 restauriert.
1993 kam der Gasthof in Privatbesitz. In einer Zwangsversteigerung im November 2007 kam das Anwesen zurück in den Besitz der Stadt Radebeul.
Derzeit dient der ansonsten ohne Nutzung dastehende ehemalige Gasthof als Einlagerungsort für das aus Brandenburg stammende Lügenmuseum. Am 9. September 2012 wurde dieses in den Gasthofsräumen als vorläufige Dauerausstellung eröffnet, bis über die weitere Nutzung des ehemaligen Gasthofs entschieden wird. Aus diesem Grund entschloss sich die Stadt Radebeul als Eigentümerin des Objekts, das undichte Dach zu sichern und zu sanieren, um wegen seiner „herausragende[n] stadtgeschichtliche[n] Bedeutung“ ohne zeitlichen Druck nach künftigen Konzepten für eine weitere Nutzung suchen zu können. Dabei wurde das Projekt der Einrichtung eines „Lügenmuseums“ durch die Kulturstiftung des Freistaats Sachsen im Jahr 2012 als kritisch eingeschätzt.
Im Jahr 2021 entstand für den Pächter die Möglichkeit, das Anwesen zu erwerben. Am 29. März 2022 wurde ein Offener Brief dazu an den Radebeuler Oberbürgermeister und den Stadtrat veröffentlicht, mitgetragen von über 90 Erstunterzeichnern aus Politik, Kultur, Kunst und der Bürgergesellschaft von Radebeul und weiteren Orten der Bundesrepublik.